# Luciano Federici
Luciano Federici (Carrara, 16 de maio de 1938 — Carrara, 18 de março de 2020) foi um futebolista italiano, que atuou como zagueiro.
Morreu em 18 de março de 2020, aos 81 anos, vítima da COVID-19, durante a pandemia na Itália.